# Rhodope-bjergene
Rhodope-bjergene (bulgarsk: Родопи, Rodopi; græsk: Ροδόπη, Rodopi) er en bjergkæde i Sydøsteuropa med over 83% af sit område i det sydlige Bulgarien og resten i Grækenland. Golyam Perelik er den højeste top på 2.191 moh. Bjergkæden giver sit navn til den terrestriske økoregion Rodope montane blandede skove, der hører hjemme i den tempererede løvfældende skov biom og det palearktiske rige. Regionen er især kendt for sine karstområder med deres dybe flodkløfter, store huler og specifikke skulpturelle former, såsom Trigradkløften.
En betydelig del af Bulgariens vandkraftressourcer er placeret i den vestlige del af området. Der er en række dæmninger, der bruges til elproduktion, kunstvanding og som turistmål. I Grækenland er der også vandkraftværkerne i Thisavros og Platanovrysi. Rhodoperne har en rig kulturarv, herunder gamle trakiske steder som Perperikon, Tatul og Belintash, og middelalderborge, kirker, klostre og maleriske landsbyer med traditionel bulgarsk arkitektur fra det 18. og 19. århundrede.

## Geografi
I geomorfologiske beskrivelser er Rhodopes er en del af Rila-Rhodope massivet, som er den ældste landmasse på Balkanhalvøen. Rhodoperne er spredt over 14.735 km2, hvoraf 12.233 km2 befinder sig på bulgarsk område. Området er det største af Bulgariens bjergkæder. Bjergene er omkring 240 km i længden og omkring 100 til 120 km i bredden, med en gennemsnitlig højde på 785 moh. Mod nord stiger bjergskråningerne stejlt ned mod den øvre trakiske slette. Mod vest når Rhodopes-bjergene Avram-sadlen, Yundola og Nestos-floden. Mod syd og øst strækker de sig til kystsletterne i det græske Thrakien. Rhodopes er et komplekst system af kamme og dybe floddale.
Der er etableret 15 naturreservater i regionen, hvoraf nogle er under UNESCO-beskyttelse. Bjergene er berømte for de største nåleskove på Balkan, deres milde klima og den frodige vegetation i de vestlige dele samt overflod af rovfugle i de østlige områder.

### Vandløb
Bjergene har rigelige vandressourcer med et tæt netværk af bjergkilder og floder. Næsten 80% af bjergets område falder inden for floden Maritsas afvandingsområde. De naturlige søer er få, de mest kendte af disse er Smolyan-søerne, der ligger flere kilometer fra byen med samme navn. Nogle af de største dæmninger i landet er placeret på Rhodopes, herunder Dospatdæmningen, Batakdæmningen, Golyam Beglik, Kardzhalidæmningen, Studen Kladenets, Vachadæmningen, Shiroka Polyana og mange andre, mens der i Grækenland er dæmninger af Thisavros og Platanovrysi . De bruges hovedsageligt til vandkraftproduktion og til kunstvanding. Der er mange mineralvandskilder, de mest berømte er i Velingrad, Narechen, Devin, Beden, Mihalkovo og andre. I Grækenland er der mineralvandskilder i Thermes, 40 km. nord for Xanthi og i Thermia, 60 km. nord for Drama, på 620 m.

### Inddeling

#### Vestlige Rhodoper
De Vestlige Rhodoper er den største (66% af Rhodopes areal i Bulgarien), højere, mest infrastrukturelt udviklede og mest besøgte del af bjergene. De højeste og bedst kendte toppe ligger i regionen (mere end 10 er over 2.000 moh.) inklusive den højeste, Golyam Perelik (2.191 moh.). Blandt de andre populære toppe er Shirokolashki Snezhnik (2.188 moh.), Golyam Persenk (2.091 moh.), Batashki Snezhnik (2.082 moh.) og Turla (1.800 moh.).
Nogle af de dybeste flodkløfter i Rhodopes er placeret i de vestlige dele samt klippefænomenet deVidunderlige broer. Væsentlige vandområder omfatter Chaira-søerne og en række opstemmede søer.
Byen Batak ligger også i denne del af bjergene samt de populære turistcentre Smolyan, Velingrad, Devin, Chepelare, vinterbyen Pamporovo, det østligt ortodokse Bachkovo-kloster, ruinerne af Asen-dynastiets fæstning, og Djævelens hals, Yagodinska og Uhlovitsa huler. Den højest beliggende landsby i Bulgarien, Manastir (over 1.500 m), er huket i den nordlige fod af Prespa Peak.

#### Østlige Rhodoper
De østlige Rhodoper er spredt over et område på omkring 34% af bjergene i Bulgarien og udgør en meget lavere del.
De store kunstige dæmninger Kardzhali og Studen Kladenets ligger i denne del af bjergene. Regionen er rig på termiske mineralkilder. Vandene omkring Dzhebel har nationalt ry for at helbrede forskellige sygdomme. Belite Brezi er et vigtigt helbredelsescenter for respiratoriske- og andre lidelser.
Store byer i området er Haskovo og Kardzhali, samt de mindre Momchilgrad, Krumovgrad, Zlatograd og Kirkovo. De østlige Rhodoper er også mere befolket end den vestlige del.
Næsten alle arter af de europæiske rovfugle yngler i klipperne og skovene i de østlige Rhodopes, herunder den sjældne munkegrib og ådselgribbe.

#### Sydlige (græske) Rhodoper
De sydlige Rhodoper er den del af bjergkæden, der ligger i Grækenland. Den regionale enhed Rhodope i den nordlige del af landet er opkaldt efter regionen. Dette område omfatter Rhodopi-bjergene Nationalpark.
De sydlige Rhodoper er kendetegnet ved talrige toppe med relativt lav højde. Den højeste top er Delimposka (1.953 m) i bjerget Frakto, nær den græsk-bulgarske grænse. I dag er de sydlige Rhodopes et næsten øde område. Efter Anden Verdenskrig og den græske borgerkrig affolkedes de fleste landsbyer permanent, og deres indbyggere vendte aldrig tilbage. Selv Sarakatsanerne opgav Rhodopernes vanskelige liv. Affolkningen af regionen, der ikke har været afgræsset i mere end 50 år, kombineret med stor nedbør og dens geografiske placering, har bidraget til skabelsen og vedligeholdelsen af et biologisk paradis. Der vokser nåletræer, som fx rødgran og vortebirk, der ikke findes andre steder i Grækenland.
I Fraktos skov findes der 300 år gamle træer, der er mere end 50 meter høje, og den truede vildged.
I den østlige del af regionen ligger det velkendte naturreservat Dadiaskoven der er et ideelt levested for rovfugle, med 36 af de 38 arter af rovfugle i Europa, bl.a. den sjældne kejseørn og lille skrigeørn.

## Historie
Rhodoperne har været beboet siden forhistorisk tid. Der er fundet mange arkæologiske fund af gamle værktøjer i nogle af hulerne.
De første kendte mennesker, der beboede bjerget, var trakerne. De byggede mange templer, byer og fæstninger. Den mest berømte by i området er den hellige by Perperikon, der ligger 15 km nordøst for Kardzhali. Et af de vigtigste thrakiske templer var Tatul nær landsbyen med samme navn. Derudover er der arkæologiske steder i hele regionen relateret til kulten af Dionysos, såsom den gamle trakiske by Perperikon .
Den hyppige omtale af Rhodope i gamle græske og latinske kilder indikerer, at bjerget havde spillet en vigtig rolle i det politiske og religiøse liv for de trakiske stammer, der levede på det. På toppen af bjerget var der et berømt orakel, og der var også helligdomme for forskellige andre guder, ligesom Apollo, Zeus, den trakiske rytter, Mithras osv. Endelig tjente Rhodope som en sand bastion og tilflugtssted for Thrakernes frihedskamp mod romerne. Dette forklarer det faktum, at Thrakien først blev en romersk provins omkring 200 år efter Makedonien.
I 2005 bekræftede tyske forskere fra universitetet i Heidelberg, at to små fragmenter opdaget af arkæologen Nikolay Ovcharov, i de østlige Rhodopes-bjerge er skrevet i det minoiske lineære A -manuskript fra omkring 1400 -tallet f.Kr.
I middelalderen var bjerget en del af det bulgarske og byzantinske imperium og skiftede ofte hænder mellem de to lande. Der var et tæt netværk af slotte, der vogtede handelsruter og de strategiske højder. De største og vigtigste slotte omfatter Lyutitsa, Ustra, Tsepina, Mezek, Asenova Krepost og mange andre. Mellem 1371 og 1375 faldt Rhodopes under osmannisk besættelse i løbet af de bulgarsk-osmanniske krige.
I løbet af det 16. og 17. århundrede begyndte de osmanniske myndigheder en proces med islamisering af regionen.
Byerne og landsbyerne i de vestlige Rhodoper deltog aktivt i apriloprøret i 1876. Da opstanden blev knust, slagtede osmannerne omkring 5.000 mennesker Batak.  Flere tusinde omkom i Bratsigovo, Perushtitsa og andre oprørlandsbyer, som også blev brændt og plyndret af osmannerne.
De nordlige Rhodoper blev i 1878 afstået til en selvstændig provins, Østromelien, indtil den blev forenet med Fyrstendømmet Bulgarien. Den anden del af Rhodoperne blev annekteret som følge af den første balkankrig (1912-1913), men efter den anden balkankrig (1913) og den første verdenskrig (1914-1918) blev bjergets sydlige skråninger besat af Grækenland, og den bulgarske befolkning i området blev tvunget til at flygte til Bulgarien.